# Jens Martin Knudsen
Jens Martin Knudsen (Saltangará, 11 juni 1967) is een voormalig Faeröers voetballer, turner en handballer.
Knudsen speelde als voetbal doelman in zijn loopbaan bij NSÍ Runavík, Fredrikshavn FI, GÍ Gøta, Leiftur Olafsjördur, Ayr United FC en B36 Tórshavn. Hij sloot zijn loopbaan eind 2007 af bij NSÍ waar hij de laatste jaren ook manager was.
Knudsen stond tussen 1988 en 2006 in totaal 65 keer in het doel van het Faeröers elftal. Hij maakte internationaal vooral indruk doordat hij altijd met een soort muts speelde. Dit was echter een bescherming aangezien hij op jonge leeftijd een hersenschudding heeft gehad. Zijn voornaamste concurrent bij de nationale ploeg was Jákup Mikkelsen.
Knudsen is tevens driemaal Faeröers turnkampioen geweest en heeft ook gekeept in het Faeröers handbalteam.

## Erelijst
- Faeröers kampioen in 1993, 1994, 1995, 1996 en 2007.
- Faeröerse beker in 1986, 1996, 1997 en 2002.